# Baghdad Station
Cet article concerne le film. Pour la gare à Bagdad, voir Gare centrale de Bagdad.
Pour plus de détails, voir Fiche technique et Distribution.
Baghdad Station (arabe : الرحلة, Al rahal) est un film dramatique britanno-franco-irakien réalisé par Mohamed Al Daradji (ar) et sorti en 2017.
Il a été projeté dans la section « Cinéma du monde contemporain » du Festival international du film de Toronto 2017. Lors de sa sortie le 1er mars 2018 en Irak, le film est devenu le premier film irakien en 27 ans à sortir dans les salles de cinéma du pays. Il a été sélectionné comme entrée irakienne pour le Meilleur film en langue étrangère à la 91e cérémonie des Oscars, mais il n'a pas été nommé.

## Synopsis
Le film se déroule à Bagdad le 30 décembre 2006, le jour de l'exécution de Saddam Hussein, et suit l'histoire de Sara, une jeune femme aux intentions sinistres. Elle entre dans la gare centrale de Bagdad avec l'intention de commettre un acte impensable : un attentat-suicide lors de la cérémonie de réouverture de la gare.
Le plan de Sara est perturbé lorsqu'elle rencontre Salam, un vendeur confiant et séduisant. Cette rencontre imprévue complique sa mission et donne lieu à un duel psychologique intense entre les deux personnages. Salam devient l'otage du plan confus de Sara, essayant désespérément de comprendre ses motivations et de la dissuader de commettre l'attentat.
Tout au long du film, les interactions entre Salam et Sara obligent cette dernière à faire face aux conséquences potentielles de ses actes. Il fait appel à son humanité, ce qui conduit à des moments de réflexion qui remettent en cause sa détermination. Le film explore en profondeur la dichotomie 
psychologique d'une kamikaze potentielle, en abordant les thèmes de la rédemption, de l'impact de la violence et de la possibilité de changement.
La narration du film est guidée par la tension entre les intentions de Sara et les efforts de Salam pour empêcher une catastrophe, fournissant une exploration émotionnelle des luttes intérieures de leurs personnages et du monde chaotique qui les entoure.

## Fiche technique
- Titre français : Baghdad Station[6]
- Titre original arabe : الرحلة, Al rahal[7]
- Titre anglais : The Journey
- Réalisation : Mohamed Al Daradji (ar)
- Scénario : Isabelle Stead (en), Mohamed Jabarah Al-Daradji
- Photographie : Duraid Munajim (ar)
- Montage : Mohamed Jabarah Al-Daradji, Pascale Chavance, Hervé de Luze
- Musique : Mike Kourtzer, Fabien Kourtzer
- Sociétés de production : Human Film, Iraqi Independent Film Center, Lionceau Film
- Pays de production :  Irak -  France -  Royaume-Uni
- Langue de tournage : arabe
- Format : couleurs
- Genre : Drame
- Durée : 82 minutes
- Dates de sortie : 
  - Canada : 7 septembre 2017 (Festival international du film de Toronto)
  - Royaume-Uni : 11 octobre 2017 (Festival du film de Londres)
  - Irak : 1er mars 2018
  - France : 20 février 2019

## Distribution
- Zahraa Ghandour : Sara
- Ameer Ali Jabarah : Salam